# Netum
Netum sau Neetum (în greacă veche Νέητον), a fost un oraș antic din sudul Siciliei, în apropierea izvoarelor micului râu Asinarus și aproximativ 34 km sud-vest de Syracuse. Locația sa actuală este în localitatea Noto Antica (fostă Noto Vecchio), în comuna Noto.

## Situația actuală și arheologia
Locația veche, cunoscută acum ca Noto Antica (fostul Noto Vecchio), se află pe vârful unui deal înalt la aproximativ 14 km distanță de orașul modern și 20 de km depărtare de coasta maritimă. Unele rămășițe ale vechiului amfiteatru și o clădire numită sală de gimnastică sunt încă vizibile, de asemenea se poate observa și o inscripție greacă, care este de pe vremea lui Ieron al II-lea. 